# Стівен Декейтур
Стівен Декейтур (англ. Stephen Decatur; 5 січня 1779, Синепексент, Меріленд — 22 березня 1820, Вашингтон) — американський військовослужбовець, військово-морський офіцер, командор ВМС США в епоху зародження американського флоту. Він народився на східному березі штату Меріленд в окрузі Вустер у родині Стівена Декейтура-старшого, командора ВМС Сполучених Штатів, який служив під час Американської революції. Військова кар'єра Декейтура почалася 1798 року, як мічмана. Майже у кожній бойовій операції його служба характеризувалася актами героїзму та виняткової відданості військовій справі. Він пройшов через Першу та Другу берберські війни у Північній Африці, квазівійну з Францією та війну 1812 року з Англією. У цей період він командував багатьма військовими кораблями і зрештою став членом уповноваженої ради флоту.
Як бойовий офіцер флоту був відомий своїми природними здібностями до лідерства та щирою турботою про моряків, що перебували під його командуванням. Його численні військово-морські перемоги над Британією, Францією та варварськими державами утвердили військово-морські сили Сполучених Штатів як зростаючу морську державу.
Декейтур став заможним членом вашингтонського суспільства і вважав Джеймса Монро та інших вашингтонських сановників своїми особистими друзями. Кар'єра Декейтура рано закінчилася, коли він був убитий на дуелі з комодором Джеймсом Барроном після того, як відмовився спростувати свої висловлювання на адресу поведінки Баррона у справі Чесапік-Леопард у 1807 році. Декейтур став національним героєм ще за життя, ставши першим героєм після Американських революційних воєн. Його ім'я та спадщина, як і ім'я Джона Поля Джонса, стали ототожнюватися з військово-морським флотом Сполучених Штатів та його славетною історією.